# Isla Tarlton
Isla Tarlton är en ö i Chile.   Den ligger i regionen Región de Magallanes y de la Antártica Chilena, i den södra delen av landet, 1 900 km söder om huvudstaden Santiago de Chile.